# Župnija Krka
Župnija Krka je rimskokatoliška teritorialna župnija Dekanije Žužemberk Škofije Novo mesto.
Do 7. aprila 2006, ko je bila ustanovljena Škofija Novo mesto, je bila župnija del Nadškofije Ljubljana.

## Sakralni objekti
| Slika | Svetišče                                 | Kraj          |
| ----- | ---------------------------------------- | ------------- |
|       | Cerkev sv. Kozme in Damijana (župnijska) | Krka          |
|       | Cerkev sv. Duha                          | Male Vrhe     |
|       | Cerkev sv. Jakoba                        | Velike Lese   |
|       | Cerkev sv. Janeza Krstnika               | Leščevje      |
|       | Cerkev sv. Jurija                        | Mali Korinj   |
|       | Cerkev sv. Štefana                       | Sušica        |
|       | Kapela sv. Valentina in Ignacija         | Laze nad Krko |

## Farne spominske plošče v župniji Krka
V župniji Krka so postavljene Farne spominske plošče, na katerih so imena vaščanov iz okoliških vasi (Bojanji vrh, Gabrovčec, Gradiček, Kompolje, Krka, Krška vas, Laze, Leščevje, Male lese, Male vrhe, Mali korinj, Marinča vas, Muljava, Oslica, Podbukovje, Potok, Ravni dol, Sušica, Trebež, Trebnja gorica, Velike Lese, Velike vrhe, Veliki korinj, Veliko globoko in Znojile), ki so padli nasilne smrti na protikomunistični strani v letih 1942-1945. Skupno je na ploščah 178 imen.